# 毛英奇
毛英奇（1919年9月—1998年），湖南省平江县人，中国人民解放军将领。

## 生平
历任中国工农红军湘鄂赣军区政治部文书，八路军驻武汉办事处秘书（担任董必武秘书），新四军一支队一团特务连政治指导员，后担任新四军江南指挥部政治部秘书兼直属队支部书记，新四军第一师二旅四团一营政治委员，新四军第三师兼苏北军区盐东独立团政治处主任，苏南军分区作战科科长兼团参谋长。第二次国共内战期间，担任鲁南军区二十一团政治委员，华东军区特务团政治委员。中华人民共和国以后，历任华东军政大学四总队政治委员，第三高级步校三大队政治委员，总高级步校战术教授会副主任。
1998年去世。